# Miraida García-Soto
Miraida García-Soto, née le 9 février 1969 à La Havane, est une escrimeuse cubaine. Elle gagne la médaille d'or aux championnats du monde d'escrime 1999 à l'épée individuelle.
Elle a représenté Cuba aux Jeux de 1996 et 2000.

## Carrière
García-Soto remporte sa principale victoire aux championnats du monde 1997 face à sa compatriote Zuleydis Ortíz. À la suite de cette performance, elle échouera en finale de l'épreuve par équipes, l'année suivante, battue par l'équipe de France en finale. Elle complète son palmarès mondial avec le bronze individuel, en 1999 au terme d'une épreuve remportée par Laura Flessel. 
Sous les couleurs de Cuba, elle participe aux Jeux de 1996 à Atlanta, obtenant la 24e place au classement. Elle réalise une meilleure performance aux Jeux de 2000, seulement battue en quarts de finale par la médaillée d'argent suissesse Gianna Hablützel-Bürki. 

## Palmarès
- Championnats du monde d'escrime
  -  Médaille d'or aux championnats du monde d'escrime 1997 au Cap
  -  Médaille d'argent par équipes aux championnats du monde d'escrime 1998 à La Chaux-de-Fonds
  -  Médaille de bronze aux championnats du monde d'escrime 1999 à Séoul